# Jonas Skoglund
Jonas Skoglund, född 2 november 1846 i Järvsö församling, Gävleborgs län, död 27 juni 1931 i Oscars församling, Stockholms län, var en svensk spelman, violinist och nyckelharpist.  

## Biografi
Skoglund föddes 1846 i Järvsö församling. Han var son till en komminister. Familjen flyttade när han var fem år till Tierps församling och året därefter började han att spela nyckelharpa. Skoglund spelade även fiol och vid 40-årsåldern övergick han helt och hållet till nyckelharpan. 1896 anställdes han som skomakare, sadelmakare och spelman på Skansen, Stockholm. Skoglund arbetade där ända fram till 1929. Han avled 1931.

## Kompositioner

Nyckelharpa av Jonas Skoglund

### Upptecknade låtar
- Polska i C-dur.[3]
- Polska i C-dur efter Jan Jansson.[3]
- Polska i C-dur från Tierp.[3]
- Polska i C-dur efter Mats Wesslén.[3]
- Polska i Dm-moll.[3]
- Polska i C-dur.[3]
- Polska i C-dir.[3]
- Jössehäradspolskan.[3]
- Polska i C-dur från Tierp.[3]
- Polska i G-dur från Tierp.[3]
- Marsch.[3]
- Marsch efter Jan Jansson.[3]
- Steklåt efter Jan Jansson.[3]